# Jazz
För andra betydelser, se Jazz (olika betydelser).
Jazz är en musikgenre som kännetecknas av bland annat improvisation, avancerad harmonik med blå toner, synkoper, sväng, musikinstrument som "svarar" varandra (så kallad call and response) samt polyrytmik. Termen jam är jazzmusikerslang.
Ordet "jazz" är av omtvistat ursprung och en lång rad teorier har framförts om dess etymologi. En av dessa är att ordet ursprungligen är av sexuell art (precis som termen Rock'n'Roll) och skulle komma från ordet "jasm" eller "jizm" som i mitten på 1800-talet stod för virilitet och vitalitet med ett ursprung som slang för sperma. Ordet förefaller ha använts i tryck i sportjournalistik innan det kom att användas om en musikform.
Musikstilen växte fram i USA:s sydstater under senare delen av 1800-talet, och slog igenom internationellt på 1920-talet. Alltsedan dess har jazz haft stor betydelse för andra musikstilars framväxt och utveckling, och fortfarande utvecklas nya typer av jazz. Ordet dyker upp i svenskan på 1920-talet och förekommer t.ex. i en dialog i Eyvind Johnsons Minnas, skriven i Paris 1927, och förutsätts där vara bekant för läsaren. Vid denna tid stavades det ibland både på svenska och engelska jass.
Jazz och blues har mycket gemensamt. De bådas geografiska rötter och historia är parallella. Senare musikstilar som boogie woogie och rhythm'n'blues har sina rötter i båda och kan därför sägas vara föregångare eller ursprunget till rocken.

## Historia
Jazzen utvecklades i USA, främst i trakterna runt Mississippideltat och staden New Orleans där traditionella afrikanska rytmer och arbetssånger blandades med psalmer, marscher och, inte minst, cabaré- och varieté-musik från Europa. Även olika former av mer etnisk musik var viktiga inslag och inspirationskällor, så som irländsk folkmusik, ungersk-judisk klezmermusik, mm. Jazzen har således en del gemensamma rötter med blues, bluegrassmusik och countrymusik.

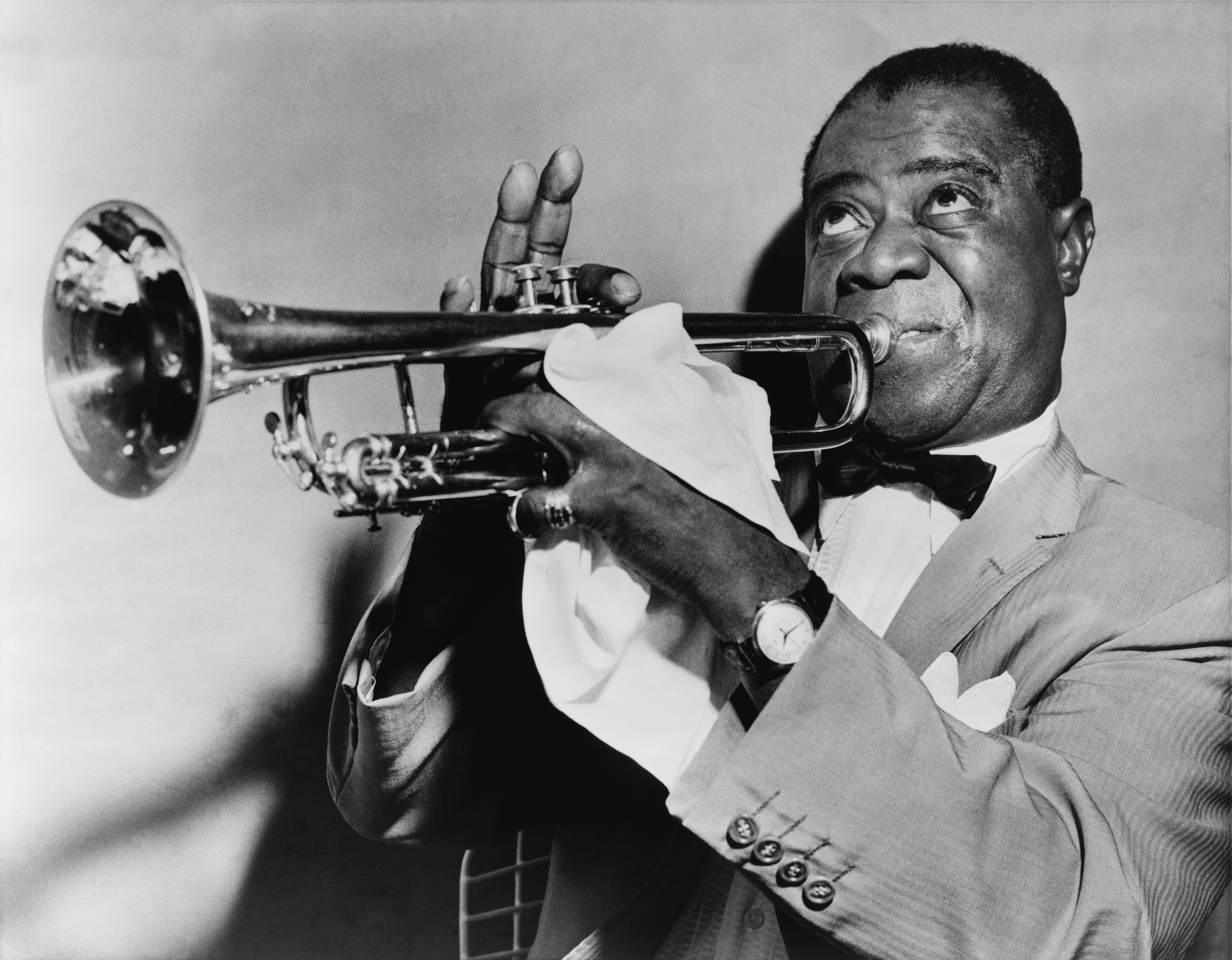
Louis Armstrong anses vara en viktig och stilbildande jazzmusiker, och ägnade sig åt bl.a. komposition, trumpetande och sång inom genren.

Inbördeskrigets slut innebar att blåsinstrument och marschorkestrar fanns överallt och dess musiker och musik fick nya influenser via bland annat tidens dans- och underhållningsorkestrar.
Den tidiga jazzen formades i New Orleans, med kornettisten Buddy Bolden som ett av de kända namnen i slutet på 1800-talet. Chicago var en av de städer där den nya musiken slog igenom för att sedan snabbt spridas till New York och Europas större städer.
När Jazzen blev mer populär insåg vita affärsmän att man kunde tjäna pengar på den. Jazzen delades upp i två delar, Jass eller Sweet Jass. Man stavade med 's' och lade till 'Sweet' för att inte förknippas med äkta, svart Jazz. I Jass tog man också bort improvisationen, allt skulle noteras. Precis som vår nutida "Smooth Jazz", som har mycket litet med jazzimprovisation att göra, även om harmonik och rytmik är likartad.
Omkring 1910 kom jazzens stora genombrott, i samband med att den kombinerades med den moderna dansmusiken som two-step, one-step, foxtrot och andra nya danser. Paul Whiteman kom från omkring 1916 att göra jazzen populär i bredare kretsar. Till Europa kom jazzen under första världskriget och blev snabbt populär. Som sådan kom den även att påverka konstmusikens kompositörer som Igor Stravinskij, Kurt Weill, Ernst Krenek, Erik Satie med flera.
De första kända jazzinspelningarna gjordes år 1917 av Original Dixieland Jassband. I början av 1920-talet gjordes inspelningar av till exempel King Oliver's Orchestra och New Orleans Rhythm Kings. En betydelsefull jazzkompositör och bandledare var Ferdinand "Jelly Roll" Morton, med sina Red Hot Peppers. Han var ursprungligen en ragtimepianist med säregen spelstil som utvecklade en allt friare synkopering. 1938 gjorde Morton en serie inspelningar för Library of Congress, där han presenterade jazzens utveckling både med sitt pianospel och sitt berättande.
Jazzen kan delas in i flera undergrupperingar och under årens gång har jazzen influerats av musik från flera håll. Anledningen till detta ligger i jazzens genomslag i flera olika kulturer samt det stora utrymme som improvisationen tar. Ragtime, en lättsam synkoperad musikstil från 1800-talet utvecklad av bl.a. Scott Joplin, var en av jazzens stilar.

### Swing
Swingeran tog sin början 1935 och dominerade scenen i ungefär tio år; under denna tid inföll också storbandsjazzens glansdagar. Stora namn var musiker och orkesterledare som Duke Ellington, Count Basie, Louis Armstrong, Glenn Miller, Tommy Dorsey, Jimmie Lunceford och Benny Goodman, samt vokalister som Ella Fitzgerald och Billie Holiday.
En gren av swingen som på svenska brukar kallas "jumpblues" var i vissa avseenden en föregångare till rhythm and blues och rock and roll, där ett par av de främsta exponenterna var Louis Jordan och Big Joe Turner. Boogie woogie var egentligen en solostil för jazzpiano, som uppstod på "rent parties" i Chicago. Pete Johnson, Meade Lux Lewis och Albert Ammons var de tre stora namnen, som ibland till och med spelade tillsammans. Boogie woogien kan sägas utgöra grunden för rocken, med en intensiv period av en lång rad stora och kreativa pianister, fram till dess Ray Charles, Little Richard och Jerry Lee Lewis slog igenom och rock'n'roll var ett faktum.

### Bebop
På 1940-talet uppstod bebop ur swingen. Jazzen utvecklades från dansmusik till en musik man främst lyssnade till. Utvecklingen leddes av stilister som saxofonisten Charlie Parker, känd som "Yardbird" eller "Bird", Thelonious Monk, Dizzy Gillespie, Kenny Clarke och Charlie Christian. Bebopen är en vidareutveckling av jazzen, både tonalt och rytmiskt, och är ofta mycket snabb med komplicerad harmonik.
Förutom att Parker och hans gelikar dubblade tempot och ackorden, så sökte man sig uppåt i överlagringar och "matematik" under sina solon. De tog också in element från afrikansk och latinamerikansk (främst kubansk) musik och var även på det sättet föregångare till så kallad fusion. Bebop kännetecknades av att musikerna ofta utmanade varandra i snabba tempon.
För en del av utvecklingen svarade den unge Miles Davis, som ersatte Dizzy Gillespie i Charlie Parkers band, sedan Gillespie slutat på grund av Parkers heroinmissbruk. Under 1949-50 släppte Davis en serie stenkakor som senare samlades till LP-albumet "Birth of the Cool" (10" 1954, 12" 1957). Dessa spår utmejslade en stil i skarp kontrast till den hetsiga och komplexa bebopen; här fanns istället en lugnare och mer arrangerad stil. Miles Davis utveckling av bopen kom att kallas cool jazz. Charles Mingus och Roland Kirk (ibland i samarbete) var framstående musiker med stark originalitet.
1940-talet var också den tid då jazz på allvar började uppskattas som mer än underhållning och klubbmusik. Vid den här tiden hade musikformen uppnått en hög grad av sofistikerat samspel, skiftande harmonik och rytmisk precision samtidigt som den hade skapat en lång rad framträdande solister, pianister, bandledare och sångerskor. George Gershwin och Francis Poulenc hade tidigt insett att jazzen höll på att skapa ett nytt tonspråk och vävt in element därifrån i sina verk. Under 40-50-talen blev jazzen mer än någonsin samtidens musik, och det skedde inte minst i Europa, där jazzen inte sågs som "race music" eller enbart ett uttryck för svart mentalitet. Jazzen vann nu uppskattning från seriösa tonsättare, musikkritiker, författare, filmskapare och en bred vit publik som inte nödvändigtvis dansade utan lika gärna lyssnade till musiken. Samtidigt började europeiska jazzmusiker dyka upp, en utveckling som fick en kraftig skjuts av de amerikanska truppernas närvaro i Västeuropa från 1943; många av dessa soldater var svarta, och en del av dem tog tillfället att spela jazz.

## Fusion
Då karaktären är jazzigare, eller funk och/eller latinamerikanska element ingår, används ibland begreppet fusion (sammansmältning) eller jazz fusion. Miles Davis kan även här sägas vara en av impulsgivarna via sina experiment med form och elektriska instrument under senare delen av 1960-talet, t.ex. Bitches Brew (insp. 1969, utg. 1970). Men det var också en naturlig utveckling att tävla med den samtida rockmusikens dynamik och formrikedom, som drog till sig den yngre publiken. Kända band i fusion/jazzrock-kategorin är under 70-talet Weather Report, Mahavishnu Orchestra, Pat Metheny, Chick Corea & Return to Forever, och i Sverige Egba och Hawk On Flight. Senare representanter är bland andra Brecker Brothers, Tribal Tech och Steps Ahead.

## Andra stilar
Senare stilar, utvecklade efter jazzens storhetstid, är cool jazz, modal jazz, latin-jazz och den fritt improviserade stilen free jazz, där kända namn är bland andra Ornette Coleman, Archie Shepp och Albert Ayler. Jazzen har även framgångsrikt blandats med sina avkomlingar rock och funk. Resultatet brukar kallas jazzrock då rockens attityd och form dominerar.
Jazzmusiker världen över fortsätter att blanda jazzen med annan musik:
- Folkmusik från olika länder
- Modern konstmusik
- Afrikanska rytmer
- Rockmusik
- Tolvton
- Klezmer
- Klassisk jazz, blandar klassisk musik och europeisk jazz med företrädare som Modern Jazz Quartet (MJQ), Dave Brubeck quartet, Esbjörn Svensson Trio, Jacques Loussier, och Jean-Christian Michel

Från 1980-talet och framåt har några varianter av jazz eller jazzig musik åter legat på topplistorna, med artister som Diana Krall och Norah Jones.
I kategorin Nu-Jazz, som skapats ur en blandning av klubbmusik och jazzinfluenser, finns föregångare i Jazzanova, Beanfield och Kyoto Jazz Massive, och i Sverige artister som Swell Session, Forss, Quant, Koop, Ernestos samt Glam Sam and his Combo.

## Jazz i Sverige
Jazzen i form av dansmusik och ragtime introducerades i Sverige redan på 1910-talet, men den egentliga jazzen slog inte igenom förrän omkring 1920, främst genom skivinspelningar av vita amerikanska och brittiska orkestrar, men även via nottryck och turnerande utländska musiker. Musiken spreds sedan vidare via danslokaler och konserter. Jazzen förekom vid denna tid främst som en ingrediens inom dans- och populärmusik. Som 1920-talets främsta svenska jazzorkester framhålls ofta Svenska Paramountorkestern. Under 1930- och 1940-talen ökade populariteten och samtidigt utgivningen av mer renodlade jazzskivor. Under 1930-talet turnerade också ett antal av de riktigt stora internationella namnen inom jazz för första gången i Sverige, däribland Louis Armstrong och Duke Ellington. Vid denna tid bildades även de första jazzklubbarna i Sverige. Populära svenska storband under 1930-talet leddes bland annat av Håkan von Eichwald, Arne Hülphers och Charles Redland. Under swingepoken på 1940-talet var bland annat Thore Ehrling, Rune Ellboj och Seymour Österwall kända storbandsledare.
Den svenska jazzens guldålder anses vara 1950-talet, då namn som Arne Domnérus, Rune Gustafsson, Lars Gullin, Alice Babs, Rolf Ericson, Bengt-Arne Wallin och Monica Zetterlund dominerade. Utöver dessa finns ett flertal svenska jazzartister med gott internationellt renommé. Åke Hasselgård, Gösta Törner, Putte Wickman, Lars Erstrand, Bernt Rosengren, Nisse Sandström, Tommy Koverhult, Ove Johansson, Gilbert Holmström, Bosse Broberg, Bengt Hallberg, Gugge Hedrenius, Jan Johansson, Per Henrik Wallin, Börje Fredriksson, Palle Danielsson och Bobo Stenson för att nämna några. Harry Arnolds storband vann internationell berömmelse och några kända musiker i traditionell stil var Jack Lidström, Rolf Ekelund och Gösta Linderholm.
På Nalen i Stockholm uppträdde tidigare de flesta utländska musiker och grupper. En annan scen av stor betydelse var Gyllene Cirkeln i samma stad. Numera är Nefertiti i Göteborg och Fasching i Stockholm de främsta jazzlokalerna i landet.
Bland festivalerna är Umeå Jazzfestival, grundad 1968, den äldsta ännu levande. Andra återkommande festivaler är Kristianstad/Åhus Jazzfestival, Stockholm Jazz Festival och Ystad Sweden Jazz Festival.
På 90-talet fick den svenska jazzen ett uppvaknande med en stor mängd innovativa nya musiker. I 90-talsgenerationen svenska jazzmusiker märks bland andra Esbjörn Svensson, Anders Widmark, Nils Landgren, Mats Öberg, Jonas Knutsson, Johan Norberg, Per "Ruskträsk" Johansson, Rigmor Gustafsson, Viktoria Tolstoy, Magnus Lindgren, Anders Bergcrantz, Jonas Kullhammar och Ulf Wakenius.
För den yngre, svenska jazzgenerationen har experimenterandet och tillblandandet av andra musikstilar fortsatt men måhända blivit mer subtilt. I dagens svenska jazzmusik, representerad av bland andra Jonas Kullhammar, Nils Berg, Nils Janson finns dessa influenser naturligt infogade utan att för den delen behöva klassificeras i någon subgruppering.